# Велко Манов
Велко Манов е български революционер, скопски войвода на Вътрешната македоно-одринска революционна организация.

## Биография
Велко Манов е роден през 1883 година във велешкото село Ореше, тогава в Османската империя. Присъединява се към ВМОРО и на 1 септември 1904 година влиза в Македония начело на чета в състав:
| Чета на Велко Манов, декември 1903 година | Чета на Велко Манов, декември 1903 година | Чета на Велко Манов, декември 1903 година | Чета на Велко Манов, декември 1903 година | Чета на Велко Манов, декември 1903 година  |
| Номер                                     | Име                                       | Селище                                    | Околия                                    | Забележка                                  |
| ----------------------------------------- | ----------------------------------------- | ----------------------------------------- | ----------------------------------------- | ------------------------------------------ |
| 1.                                        | Велко Манов                               | Ореша                                     | Велешка                                   | убит на 2 април 1905 година                |
| 2.                                        | Стоян Стефков                             | Скопие                                    | Скопска                                   | ранен на 19 февруари 1905 година           |
| 3.                                        | Стойко Николов                            | Любанци                                   | Скопска                                   | прибрал се на 7 март 1905 година по болест |
| 4.                                        | Георги Янев                               | Малино                                    | Кумановска                                | убит с четата на Константин Нунков         |
| 5.                                        | Кръсто Лазаров                            | Коню                                      | Кумановска                                |                                            |
| 6.                                        | Петър Бойков                              | Любанци                                   | Скопска                                   |                                            |
| 7.                                        | Стоян Георгиев                            | Брезник                                   | Софийска                                  | завърнал се поради неиздръжливост          |

Връща се в България и през декември влиза в Македония с четата на Петър Апостолов. Велко Манов е убит на 2 април 1905 година в Драмче в сражение с турски аскер заедно с четата на Цено Куртев.